# Pressostat

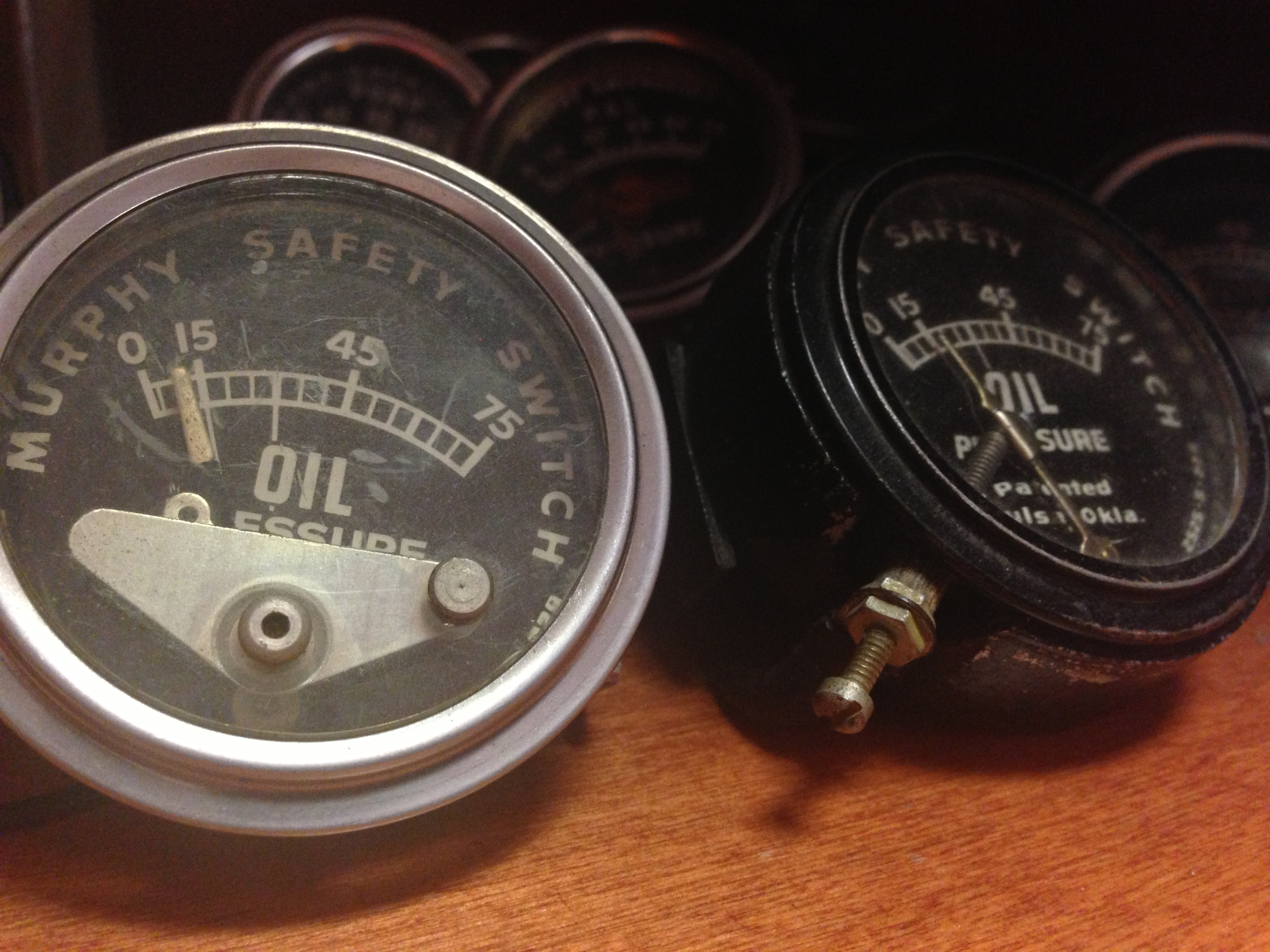
Pressostat d'un circuit d'huile

Un pressostat est un interrupteur électrique actionné automatiquement par l'atteinte de valeurs prédéterminées de la pression d'un fluide.
Ces appareils sont également appelés manostats, vacuostats (s'ils contrôlent du vide), ou encore contacteurs manométriques. Électroniques ou électromécaniques, ils mesurent en temps réel la pression d'un circuit pneumatique ou hydraulique et changent l'état initial (ouvert ou fermé) du ou des contacts électriques de son mécanisme lorsque certaines pressions sont atteintes. Ces valeurs de pression sont appelées des consignes, elles peuvent être fixes ou réglables.
Le basculement d'état du contact électrique permet l'envoi d'un signal électrique logique 0 ou 1 (information Tout ou Rien) pour assurer des fonctions de commande, de régulation ou de sécurité du système auquel le pressostat est associé.
Le pressostat a 2 valeurs de consigne de pression : la pression haute et la pression basse. Elles peuvent être réglables indépendamment, ou seule la pression haute peut être réglable (la pression basse est alors figée, par conception, sur un écart constant à la pression haute). Certains pressostats ne sont pas réglables.
Applications typiques : démarrages et arrêts d'un compresseur d'air ou d'une pompe, 